# Сарата
Сара́та — селище в Одеській області України, у Білгород-Дністровському районі. Колишній адміністративний центр Саратського району, тепер — Саратської селищної громади.

## Клімат
Клімат помірно-континентальний, із м'якою зимою і жарким літом. Пересічна температура січня −2,5 °C, липня +25.0 °C. Період з температурою понад +10 °C становить 163 дні. Опадів 400—450 мм на рік, найбільша кількість опадів випадає в березні та вересні. Сніговий покрив нестійкий (висотою 10 — 15 см). Середньорічна загальна хмарність — 4,4 бали, максимум припадає на листопад (6,5), мінімум — на липень (0.2). Середня вологість повітря — від 58 % (липень) до 78 % (листопад).
| Клімат Сарати             | Клімат Сарати | Клімат Сарати | Клімат Сарати | Клімат Сарати | Клімат Сарати | Клімат Сарати | Клімат Сарати | Клімат Сарати | Клімат Сарати | Клімат Сарати | Клімат Сарати | Клімат Сарати | Клімат Сарати |
| Показник                  | Січ.          | Лют.          | Бер.          | Квіт.         | Трав.         | Черв.         | Лип.          | Серп.         | Вер.          | Жовт.         | Лист.         | Груд.         | Рік           |
| Середній максимум, °C     | 1,7           | 2,5           | 6,6           | 14            | 20,1          | 24,2          | 26,4          | 26,1          | 21,9          | 15,8          | 9,2           | 4,5           | 14,4          |
| Середня температура, °C   | −1,2          | −0,2          | 3,5           | 10,2          | 16,1          | 20            | 22            | 21,6          | 17,5          | 11,9          | 6,1           | 1,7           | 10,8          |
| Середній мінімум, °C      | −4            | −2,9          | 0,5           | 6,5           | 12,1          | 15,9          | 17,6          | 17,2          | 13,2          | 8             | 3,1           | −1            | 7,2           |
| Норма опадів, мм          | 32            | 33            | 26            | 32            | 44            | 59            | 54            | 39            | 41            | 24            | 34            | 37            | 455           |
| ------------------------- | ------------- | ------------- | ------------- | ------------- | ------------- | ------------- | ------------- | ------------- | ------------- | ------------- | ------------- | ------------- | ------------- |
| Джерело: CLIMATE-DATA.ORG |               |               |               |               |               |               |               |               |               |               |               |               |               |

## Історичні відомості

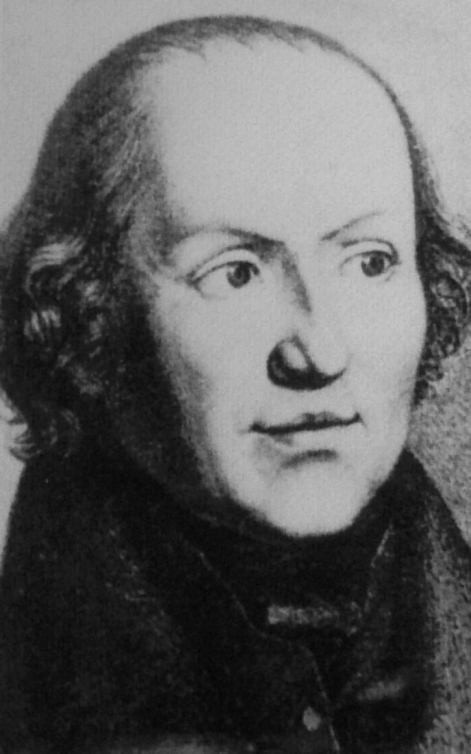
Пастор Іґнац Ліндль — засновник Сарати

Сарата заснована 1822 року пастором Іґнацом Ліндлем. 10 березня 1822 року І. Ліндль виїхав до нового місця проживання — Сарати. Слідом за ним приїхала і його паства. З листа одного з колоністів (від 27 травня 1822 року), опублікованого Г. Далтоном, відомо, що 1 квітня в Сарату прибуло 50 возів з переселенцями. До кінця 1822 року до Сарати переселилися ще 40 католицьких сімей з Баварії і стільки ж лютеран з Вюртемберга (за деякими відомостями до 10 000 чоловік). Кожна сім'я отримала від царського уряду по 60 десятин землі. Крім того колоністам видавалося по 2 тис. карбованців на сім'ю для спорудження жител і господарських приміщень, придбання худоби і реманенту. Одночасно вони звільнялися на 50 років від сплати податків, а чоловіки — від рекрутської повинності.
Колонія була влаштована згідно з апостольськими заповідями. Все майно було спільним, панували принципи християнського комунізму. Життя колоністів протікало в обмеженому світі, де вчення І. Ліндля, церква, школа і громада були центрами духовного і соціального життя. Пієтисти прагнули відгородитися від решти «многогрішного зовнішнього світу», замкнутися в своїй громаді.
В 1823 році в Сараті була побудована перша школа, в якій навчалося 68 учнів. В 1840 році була побудована церква Євангельських християн на 515 сидячих місць. Це була єдина в Бессарабії церква, що мала орган. У 1844 році на кошти колоніста К. Ф. Вернера було збудоване перше на території Бессарабії педагогічне училище. В ньому готували вчителів для сільських церковно-парафіяльних шкіл німецьких колоній, а також писарів і землемірів. З часом у Сараті з'явилася єврейська початкова школа, а в 1912 році — російська Церковно-парафіальна школа.
До початку XX століття Сарата набула рис містечка, стала волосним центром Акерманського повіту Бессарабської губернії. Суттєво зросла чисельність населення. Якщо в 1856 році налічувалося 943 мешканця, то в 1890 році — 2500 осіб. У 1874 році був збудований паровий млин. У 1886 році ввели в експлуатацію механічний завод, де працювало 140 робочих, на території міста діяв також чавунно-ливарний завод і фарбувальні майстерні.
В січні 1918 року війська Румунії почали окупацію Бессарабії. 22-річна окупація наклала свій негативний відбиток на соціально-економічне життя краю. В школах навчання дітей всіх національностей велося тільки румунською мовою. 28 червня 1940 року Бессарабія була приєднана до України і в Сараті була встановлена Радянська влада. Між урядами СРСР і Німеччини було досягнуто згоди про те, що німецьке населення може, виявивши на те бажання, вільно і безперешкодно виїхати на територію Німеччини. З Сарати виїхала 161 сім'я. В цей час у Сараті був організований колгосп «Червоний Жовтень», МТС, мото — ремонтний завод. Саратський завод сільгоспмашин, створений на базі ливарного заводу і механічної майстерні випускав віялки, виноградні преси. В 1940 році відкрито середню школу, лікарню на 50 ліжок.
Друга світова війна нанесла суттєві втрати для економіки міста. Після війни саратівці увіковічили пам'ять загиблих у війні спорудженням пам'ятника на братській могилі та символічного кургану Слави.
У післявоєнні часи побудовані будівлі середньої школи та дитячого садку, кінотеатру, вузла зв'язку та держбанку, школа, лікарняний комплекс та інші громадські і виробничі приміщення, заасфальтовано дороги.
Статус смт — рішенням виконавчого комітету Одеської обласної Ради депутатів трудящих від 2 січня 1957 р.
26 січня 2019 року Свято-Покровська громада УПЦ МП на чолі з настоятелем перейшла до Одеської єпархії Православної Церкви України.
19 липня 2020 року, в результаті адміністративно-територіальної реформи і ліквідації Саратського району, село увійшло ло складу новоутвореного Білгород-Дністровського району.

## Населення

### Мова
Розподіл населення за рідною мовою за даними перепису 2001 року:
| Мова            | Кількість | Відсоток |
| --------------- | --------- | -------- |
| російська       | 2517      | 50.26%   |
| українська      | 2192      | 43.77%   |
| болгарська      | 154       | 3.08%    |
| румунська       | 107       | 2.14%    |
| вірменська      | 20        | 0.40%    |
| білоруська      | 5         | 0.10%    |
| німецька        | 3         | 0.06%    |
| гагаузька       | 2         | 0.04%    |
| інші/не вказали | 8         | 0.15%    |
| Усього          | 5008      | 100%     |

## Економіка

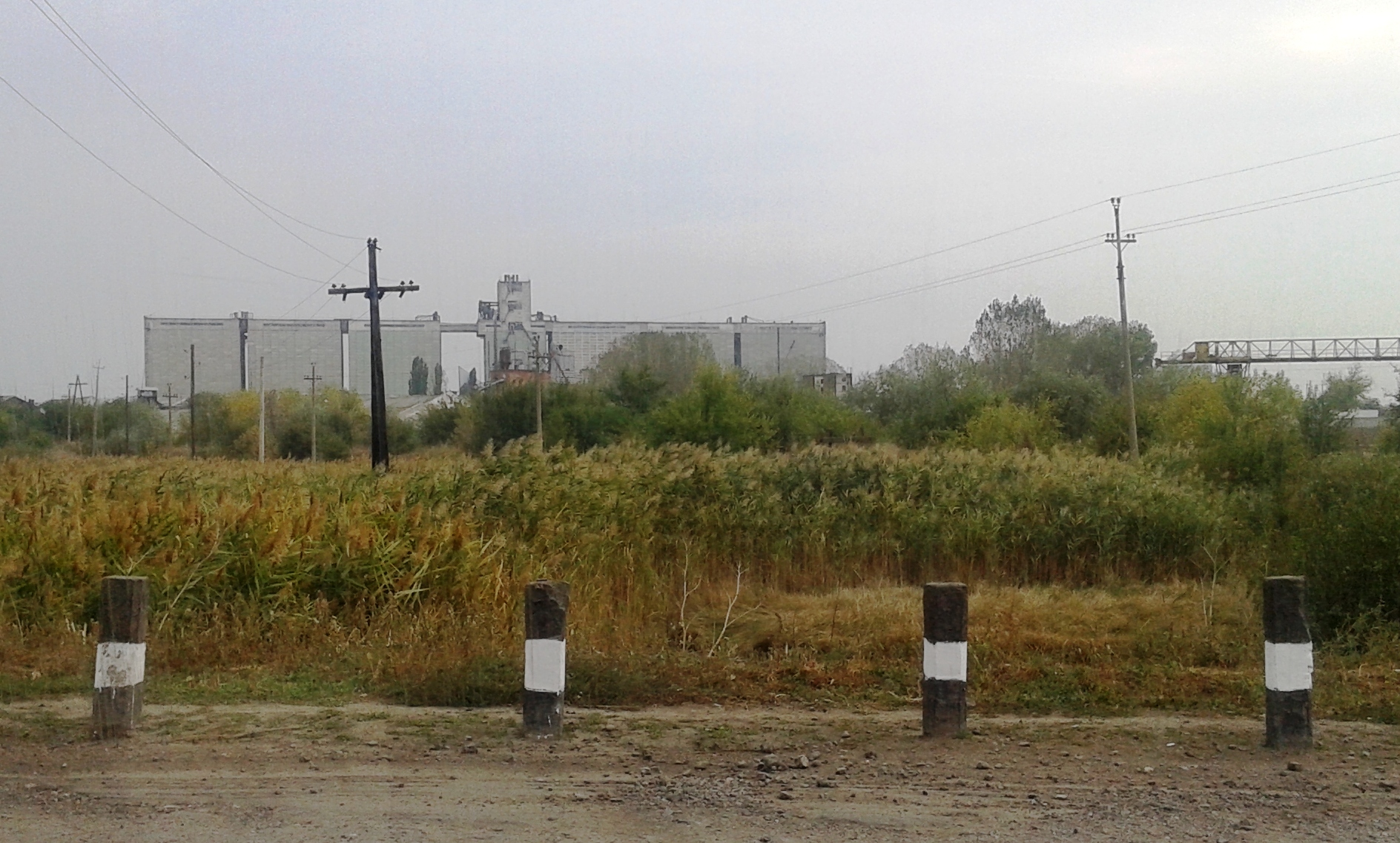
Саратський елеватор

Сарата розташована в аграрному регіоні: на базі колишніх колгоспів працюють 24 великих сільгосппідприємства різних форм власності, 168 фермерських господарств. Господарство багатогалузеве: вирощують зернові, виноград, технічні культури — соняшник, цукрові буряки. Завдяки тому, що щорічно підгодовується 90 відсотків посівних площ, урожаї зерна дуже високі — на рівні 42 центнерів з гектара. У заготівлі м'яса і молока чимала роль належить приватним господарствам.
Добре розвивається такий перспективний напрямок у тваринництві, як вівчарство: у господарстві «Надія» міститься стадо в 6000 голів. У Сараті діє винзавод, молокозавод, млин, елеватор і лісомеліоративна станція.
18 вересня 2018 р. агрохімічна компанія Grossdorf у співробітництві з виробничо-комерційною фірмою «Тігос» відкрила виробництво рідких добрив.

## Туризм
Сарата відвідується родичами колишніх німецьких колоністів. Проводяться тематичні семінари для туристів з Німеччини з відвідуванням місць колоністичної спадщини — будівля молитовного дому, Кірхи, пам'яток архітектури.

## Транспорт
Станом на осінь 2016 р. Сарата має пряме і щоденне залізничне сполучення з Одесою, Ізмаїлом та Києвом.
У напрямку Сарата — Одеса існує автошлях E87 М15, у напрямку Арцизу — автошлях Т 1627. Районна автостанція знаходиться за адресою вул. Полковника Віталія Гуляєва, 26.

## Пам'ятники та скульптури

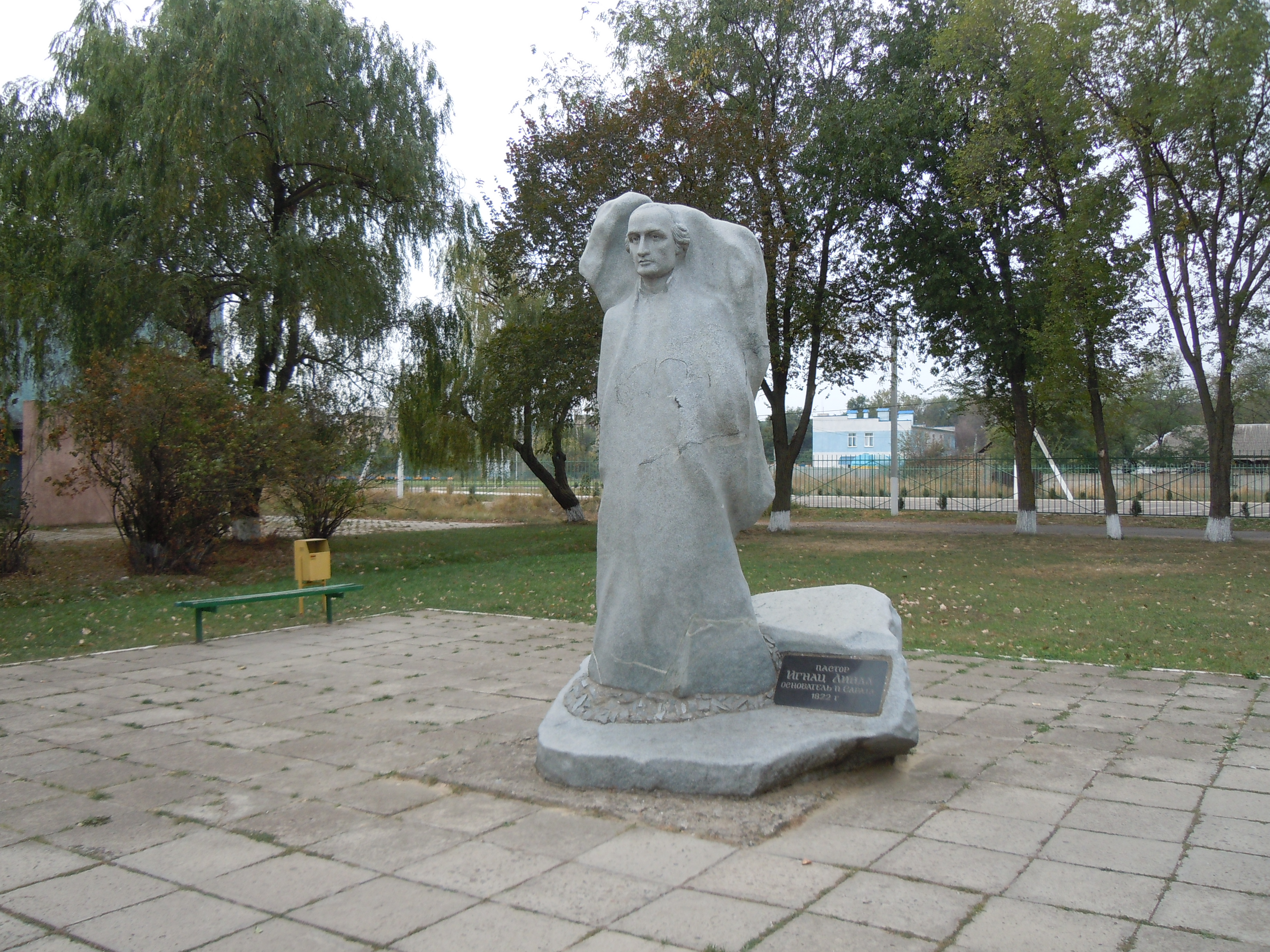
Пам'ятник засновнику Сарати — Іґнацу Ліндлю

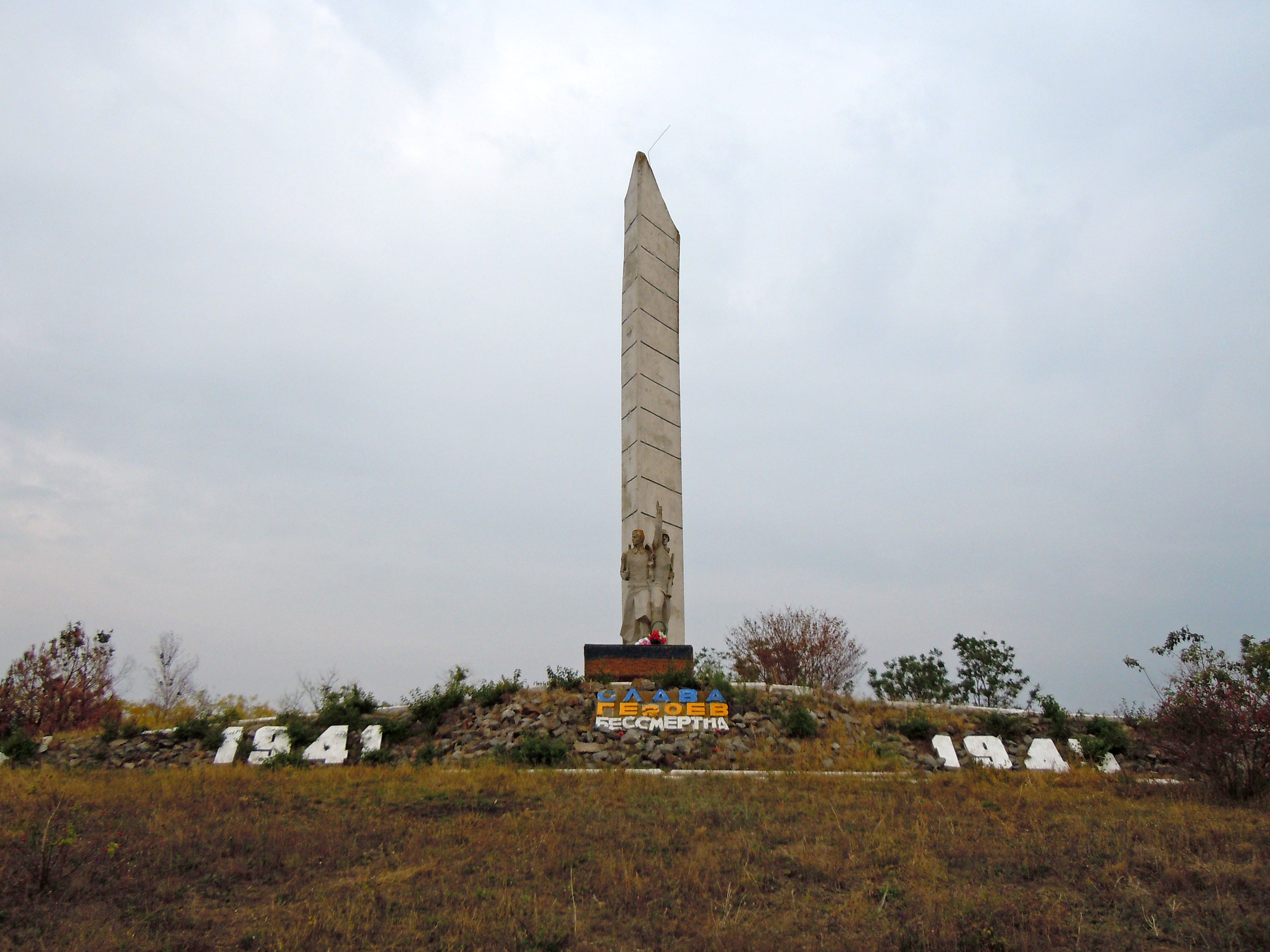
Курган Слави

В Сараті є пам'ятники Тарасу Шевченкові, засновнику Сарати пастору Іґнацу Ліндлю, меморіальна плита в пам'ять померлих до 1940 року, що знаходиться на території Лютеранського кладовища. Пам'ятник В. І. Леніну був ліквідований у часи боротьби з тоталітарними пам'ятками в лютому 2015 року. Неподалік від селища, обабіч траси з Одеси, розташований курган Слави — обеліск, збудований на честь захисників Сарати, що загинули в період з 1941 по 1945 роки.

## Культура
В Сараті існує своє особисте свято — Храмовий день, котре проходить кожного року 14 жовтня, на честь засновника Сарати Пастира І. Ліндля відбувається парад, що проходить через усе місто. Парад супроводжується піснями та театралізованим дійством з сюжетами, взятими з Біблії. У цей день в Сараті проводяться лекції в музеї, будинку культури та в молитовному домі з історії заснування та розвитку Сарати починаючи з перших часів і закінчуючи сьогоденням. У 2012 році Сараті виповнилося 190 років.

### Музеї
На території Сарати діє один музей «Історико-Краєзнавчий» з фондами близько 5 тисяч експонатів, з них зараз виставлено близько 2000 експонатів. За профілем музей є історично-природничим, де виставлені колекції експонатів починаючи з доісторичних часів і закінчуючи сьогоденням.

### Музика
В Сараті діє 7-річна музична школа, будинок мистецтв. Випускниками Саратської музичної школи є відомий в Україні баяніст Василь Радян, сучасний виконавець Міхаїл Буюклі, відомий на теренах Одеси й Одеської області. У будинку культури діють такі гуртки як: драматичний, естрадний, танцювальний, художнього читання, духового оркестру.
Також у місті діє літературно — поетичний гурток, організатором якого є місцевий поет Микола Костюк.

### Бібліотеки
У Сараті діють дві бібліотеки: бібліотека для дітей і Саратська районна бібліотека.

## Спорт
У Сараті ще за радянських часів збудований стадіон. У лютому 2012 року Саратська команда з футболу виборола Кубок губернатора й отримала грант на будівництво нового стадіону, який було урочисто відкрито 18 жовтня 2012 року.
У селищі Сарата існує волейбольний клуб. Волейбольна команда чоловіків селища Сарата багаторазовий чемпіон району. Волейбольна збірна Саратського району дворазовий бронзовий призер чемпіонату Одеського регіону.

## Освіта
Тепер у Сараті діють 2 школи: середня школа для молодших класів (з 1 по 5 клас) та середня старша школа (з 5 по 11 клас). У школі викладають 2 заслужених вчителя України.

## Релігія
Свято-Покровська церква ПЦУ
Церква баптистів

## Цікаві та маловідомі факти і події
З часів заснування Сарати, в селищі збереглась криниця, яку самотужки викопав пастир Іґнац Ліндль.
За допомогою обрізаних гілок верби на березі річки посеред селища ентузіаст Алім Білалов намагається врятувати водойму від замулення.
У селища Сарата Білгород-Дністровського району є топонімічній родич в Карпатах – мальовниче село Сарата. Це одне з найвіддаленіших і найменш доступних поселень України.

## Відомі люди
- Сирбу Дмитро Васильович (1994—2014) — солдат Державної прикордонної служби України, учасник російсько-української війни.
- Кривиденко Максим Ігорович — старший солдат ЗС України, учасник Революції Гідності, учасник російсько-української війни.
- Іммануель Вінклер[de] (1886—1932) — пастор.
- Крістіан Фіс[de] (1910—2001) — викладач, автор та засновник Бессарабського німецького краєзнавчого музею в Штутгарті.
- Алоїс Шерцінгер[de] (1787—1864) — годинниковий майстер, капельмейстер та співзасновник німецького поселення Сарата.
- Хайнц Шех[de] (нар. 1940 р.) — німецький юрист та криміналіст.
- Супря́га Владисла́в (нар. 15 лютого 2000) — український футболіст, нападник клубу «Динамо» (Київ).
- М. Буюкли — лауреат національного конкурсу молодих виконавців, зараз працює на теренах Одещини.
- В. Радян — акордеоніст-виконавець, автор понад 50 обробок народних пісень для акордеона, вчитель саратської музичної школи, лауреат Всерадянського конкурсу акордеоністів 1988 року.
- М. Костюк — радянський поет, жив в Сараті, видав кілька збірок власних творів. Найвідомішою з них є «Сарата в серці моєму», став засновником та організатором спілки письменників Сарати та літературного гуртка, що діяв в будинку мистецтв Сарати. [8]
- О. П. Карло — хірург, працював в саратській лікарні, врятував життя багатьом жителям Саратського району, пізніше був обраний депутатом сільської ради Сарати.
- Г. Я. Штрахов — слюсар, працював на заводі «Сільгосптехніки», учасник Другої світової війни, був нагороджений орденом Леніна та орденом трудового Червоного Прапора. Брав участь у реконструкції заводу після Другої світової війни, особисто зібрав 2 комбайни з деталей, знятих з захоплених у Другу світову війну німецьких танків.
- П. Узунов — історик, письменник. Автор книжки « У истоков Сараты», де описується історія Сарати від заснування і до 1940 року.
- С. Іванченко — місцевий журналіст смт Сарати, займається розробкою родоводу саратців, публікує різноманітні статті з історії Сарати та збирає біографічні данні її видатних мешканців.